# Castelo de Montrichard

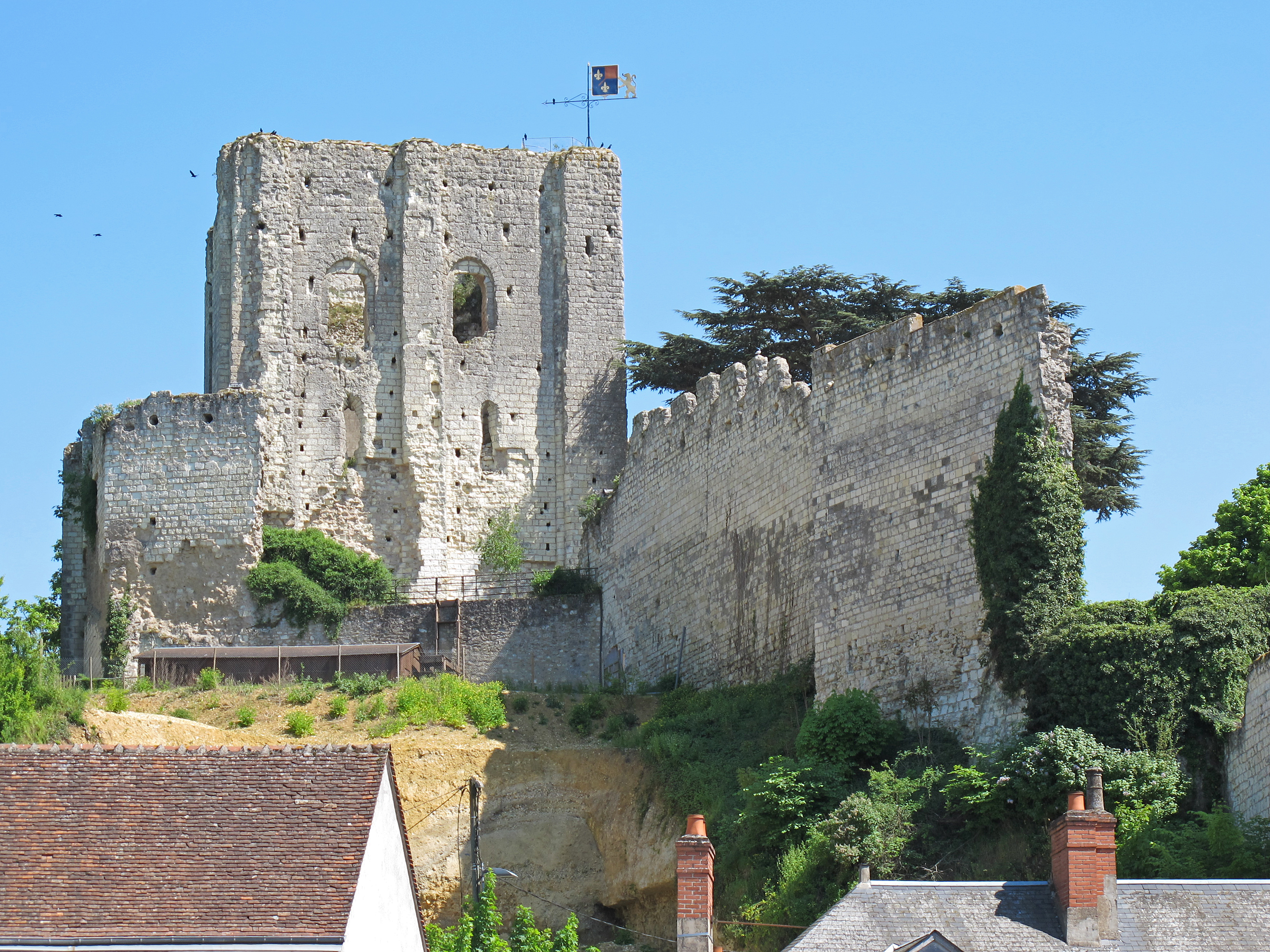
Château de Montrichard, aspecto ocidental

O Château de Montrichard é um castelo em ruínas do século XI no coração da comuna de Montrichard em Loir-et-Cher, na França. Propriedade do município, está classificado desde 1877 como monumento histórico pelo Ministério da Cultura da França.

O castelo foi construído por Foulques Nerra, conde de Anjou, e reconstruído no século XII. Henri IV ordenou que fosse desmontado em 1589. A partir do topo da torre, os visitantes têm uma boa vista da cidade de Montrichard e do vale do rio Cher.